# Rhosus ovata
Rhosus ovata är en fjärilsart som beskrevs av Rothschild 1896. Rhosus ovata ingår i släktet Rhosus och familjen nattflyn. Inga underarter finns listade.